# Studebaker US-6
Studebaker US-6 – samochód ciężarowo-terenowy, konstrukcji amerykańskiej, z okresu II wojny światowej.

## Historia
Firma Studebaker powstała w 1736 roku w miejscowości South Bend w stanie Indiana. Od 1902 roku produkowała samochody. Była jedną z największych amerykańskich firm produkujących samochody osobowe.
Pod koniec lat 30. XX w. zaczęła odnosić również sukcesy w produkcji samochodów ciężarowych. Były one budowane na zamówienie armii amerykańskiej. Kontrakty na dostawy podpisały także: Francja, Belgia, Holandia oraz Chiny.
Samochód ciężarowy Studebaker US-6 został skonstruowany w 1941 roku na podstawie założeń armii amerykańskiej. Podobne samochody powstały wtedy także w zakładach GMC i International. US-6 wyróżniał się jednak niezwykle trwałym oraz mocniejszym silnikiem Herkules JXD. Po podpisaniu ustawy Lend-Lease Act, model ten stał się podstawowym samochodem ciężarowym oferowanym sojusznikom. Z prawie 200 000 wyprodukowanych egzemplarzy ponad 100 000 trafiło do ZSRR. Pośrednio, od Armii Czerwonej, dużą ich liczbę tych ciężarówek otrzymały jednostki Ludowego Wojska Polskiego.
Studebaker US-6 był produkowany w 13 odmianach (od U1 do U13) z dwoma rozstawami osi i napędem na 2 lub 3 osie. Część samochodów była wyposażona w wyciągarkę. Egzemplarze produkowane od grudnia 1942 do marca 1943, posiadały otwartą kabinę kierowcy typu African. W większości trafiły one do Związku Radzieckiego.
Obok podstawowej wersji ciężarowej, wyprodukowano również niewielką liczbę cystern, wywrotek oraz ciągników siodłowych.
Pomimo zewnętrznego podobieństwa do samochodu GMC CCKW, różniły się od swego konkurenta praktycznie wszystkim. Produkcja samochodów Studebaker US-6, została zakończona wiosną 1945 roku.

## Wersje produkcyjne
- U1 – pojazdy o rozstawie osi 376,0 cm, z napędem 6x6, bez wyciągarki. Produkcja w 1941 roku. Wyprodukowano 425 sztuk.
- U2 – pojazdy j.w., z wyciągarką. Produkcja w 1941 roku. Wyprodukowano 779 sztuk.
- U3 – pojazdy o rozstawie osi 412,0 cm, z napędem 6x6, bez wyciągarki. Produkcja 1941-1945. wyprodukowano 103 739 sztuk.
- U4 – pojazdy j.w., z wyciągarką. Produkcja 1941-1945. Wyprodukowano 18 779 sztuk
- U5 – cysterna o pojemności 2840 litrów o rozstawie osi 412,0 cm, z napędem 6x6, bez wciągarki. Produkcja 1941–1942 i 1945. Wyprodukowano 500 sztuk oraz 1425 w 1945.
- U6 – ciągnik siodłowy o rozstawie osi 376,0 cm z napędem 6x4, bez wciągarki. Produkcja 1942-1945. Wyprodukowano 8640 sztuk.
- U7 – pojazdy o rozstawie osi 412,0 cm, z napędem 6x4, bez wciągarki. Produkcja 1942-1945. Wyprodukowano 66 998 sztuk.
- U8 – pojazdy o rozstawie osi 412,0 cm, z napędem 6x4, z wciągarką. Produkcja 1942-1945. Wyprodukowano 12 104 sztuki.
- U9 – specjalne podwozie z rozstawem osi 412,0 cm, z napędem 6x6, bez wciągarki. Produkcja 1942-1943 i 1945. Wyprodukowano 1699 sztuk oraz 375 w 1945.
- U10 – U13 – wywrotki z rozstawem osi 376,0 cm, z napędem 6x6, z wciągarką lub bez. Produkcja w 1943. Wyprodukowano 400 sztuk.

## Konstrukcja
Studebaker US-6 był wojskowym samochodem ciężarowo-terenowym o ładowności do 2,5 tony (podwyższonej później do 4 ton), z napędem 6x6 lub 6x4.
- Kabina kierowcy: 3-osobowa, dwudrzwiowa, metalowa, całkowicie zamknięta. Szyba przednia dzielona, podnoszona do góry w kierunku jazdy, wyposażona w dwie wycieraczki. W tylnej ścianie kabiny umieszczono małe owalne okienko.
- Skrzynia transportowa: metalowa o wymiarach wewnętrznych: 3660x2040x350 mm z przykryciem brezentowym i otwieraną tylną ścianką. Wewnątrz znajdują się podnoszone, drewniane ławki pozwalające na przewożenie 16 żołnierzy z pełnym wyposażeniem.
- Silnik: Herkules JXD, 6-cylindrowy, rzędowy, z zapłonem iskrowym, benzynowy, zasilany gaźnikiem dolnossącym Carter BBR-1-429S, czterosuwowy, dolnozaworowy, chłodzony cieczą, o pojemności 5240 cm³, moc 70 kW (95 KM) przy 2500 obr./min. Stopień sprężania 5,82:1
- Napęd: sprzęgło jednotarczowe, suche. Skrzynia przekładniowa z trzema przesuwkami, pięciobiegowa. Skrzynka rozdzielcza służące do przenoszenia ruchu obrotowego na mosty: przedni i tylny – umieszczona za skrzynią przekładniową. Przekładnie główne stożkowe z zębami spiralnymi. Półosie mostów typu odciążonego. Każdy most napędzany oddzielnym otwartym wałem Cardana z przegubami na łożyskach igłowych.
- Zawieszenie: most przedni zawieszony na ramie za pomocą resorów półeliptycznych. Dodatkowo zastosowane hydrauliczne amortyzatory dwustronnego działania. Tylne mosty zawieszone ruchomo z podłużnymi odwróconymi resorami półeliptycznymi i drążkami reakcyjnymi w gumowych tulejach. Koła przednie – tarczowe, pojedyncze. Koła tylne – tarczowe podwójne. Ogumienie o wym. 7,70-8,25x20.
- Hamulce: główne - bębnowe, na wszystkich kołach, ze wspomaganiem podciśnieniowym. Hamulec postojowy – taśmowy centralny na wale Cardana przy skrzynce rozdzielczej, uruchamiany mechanicznie.
- Instalacja elektryczna: prądnica dwubiegunowa z samoczynnym regulatorem napięcia, oryginalnie o napięciu znamionowym 6V. Aparat zapłonowy z odśrodkowym przyspieszaczem zapłonu.